# Лусіано Ук
Лусіано Гростайн Ук (нар. 3 вересня 1971) — бразильський телеведучий і підприємець. У 2000—2021 роках — ведучий телевізійного шоу «Caldeirão do Huck», яке виходило щосуботи у Бразилії на телеканалі TV Globo, а також транслювалося у 114 країнах через Globo International. У вересні 2021 року залишив суботнє шоу та став ведучим недільної передачі «Domingão com Huck» (раніше «Dominão do Faustão»).
Ук — засновник інвестиційного фонду Joá Investments, що займається стартапами, які розвивають технології та стиль життя, і співпрацює лише з компаніями, які віддані принципам стійкого розвитку та збереження навколишнього середовища. Фонд інвестував в компанію з розвитку стійкого туризму Cataratas, у систему байкшерингу та велопаркувань Tembici, а також Agrade Investments, яка працює зі стартапами в США.

## Ранні роки
Народився в Сан-Паулу у родині адвоката Гермеса Марсело Ука й урбаністки Марти Дори Гростайн. У нього є зведений брат режисер Фернандо Гростайна Андраде. Ук — єврей, його дід по материнській лінії, Маурісіо Гростейн, уродженець Катеринослава, СРСР (нині Дніпро, Україна). Навчався у юридичній школі Університету Сан-Паулу.
Стажувався в бразильських рекламних агентствах, зокрема W/Brasil. У той період відкрив нічний клуб «Cabral» у Сан-Паулу.
1993 року приєднався до редакції газети «Jornal da Tarde»: він писав статті про поведінку та розваги молоді. Також почав працювати над радіошоу, яке транслювалось на «Rádio Jovem Pan». 1994 року дебютував на телебаченні в телешоу «Perfil».

## Кар'єра

### Телебачення
У вересні 1996 року дебютував як ведучий «Programa H» на Rede Bandeirantes. Також вів радіошоу «Torpedo» на «Rádio Jovem Pan». У 27 років залишив газету, щоб працювати на повну ставку у «Programa H». У вересні 1999 року приєднався до мережі Globo як ведучий «Caldeirão do Huck», яка поєднувала розваги та благодійність. 8 квітня 2018 року у «Caldeirão do Huck» відбулось святкування вісімнадцятої річниці в ефірі.
У червні 2021 року стало відомо, що Ук буде вести нове недільне шоу з вересня 2021 року, яке замінить довготривале «Dominão do Faustão» після звільнення Фаусто Сілви. Прем'єра «Domingão com Huck» відбулася 5 вересня 2021 року.

### Соціальне підприємництво та політика
2004 року заснував і очолив Instituto Criar, некомерційну організацію, яка сприяє професійному, соціальному й особистому розвитку молоді, шляхом навчання її засобам кіновиробництва. Він також є учасником громадського руху Agora! та RenovaBR. Ходили чутки, що Ук балотуватиметься в президенти на загальних виборах у Бразилії 2018 року. Він відхилив пропозицію, але сказав, що продовжить «обговорювати важливі для Бразилії питання».

## Особисте життя
Одружений з бразильською телеведучою, акторко та співачкою Анхеліко Ксівікс. У них народилося троє дітей: Хоакім (нар. 8 березня 2005), Бенісіо (нар. 3 листопада 2007) та Ева (нар. 25 вересня 2012).